# イートン・ファニング
ジョセフ・イートン・ファニング（Joseph Eaton Faning, 1850年5月20日 - 1927年10月28日）は、イングランドの作曲家、教育者。イートン・ファニング（Eaton Faning）として知られている。彼は音楽教師の息子として生まれ、12歳で教会のオルガニストになった。王立音楽アカデミーに在学中は、アーサー・サリヴァンらから教えを受けた。優秀な学生であったファニングは、多くの賞を受賞した。1874年にはアカデミーの教員となり、その後ギルドホール音楽演劇学校、王立音楽大学、ハーロー校でも教鞭を執った。
作曲家としてのファニングの作品は、オペレッタや1幕のサヴォイ・オペラから、ミサ曲やマニフィカトといった教会音楽に及ぶ。また、彼は交響曲などの管弦楽曲も作曲しているが、よく知られるのは歌曲によってであり、中でもパートソングの「The Vikings」が最も有名である。

## 生涯

### 少年期
ファニングはコーンウォール州、ヘルストンで、音楽教師をしていたロージャー・ファニング（Roger-）の息子として生まれた。ファニングに最初に音楽教育を施した（ピアノとヴァイオリンであった）のは、彼の両親であった。5歳で出演した地方の行事が初めての公開演奏となり、そこで小さなフィドルで独奏を披露した。彼が9歳の時に父がこの世を去り、一家はサフォーク州のイプスウィッチへと移り住んだ。ファニングはその町の教会の聖歌隊でアルトを歌い、地元の講師にオルガンとヴァイオリンを学んだ。12歳になると、彼はホルブルックのオール・セインツ教会のオルガニストになった。この村はサフォーク州内、イプスウィッチの南端から約8.3キロメートルの地点に位置しており、彼は荷車に乗れなかった場合は歩いて行かねばならなかった。その後、彼はイプスウィチのセント・マリルタワー（St. Mary-le-Tower）のオルガニストだったリンドレー・ナン（Lindley Nunn）の下で学び、ナンはファニングを自分の代役に任命した。この役職は若い音楽家にとっては、最大級の実践的価値を持つものだった。ファニングは5年間にわたって毎日午後の礼拝で演奏し、60人のメンバーから成る聖歌隊の指導者代行も務めた。

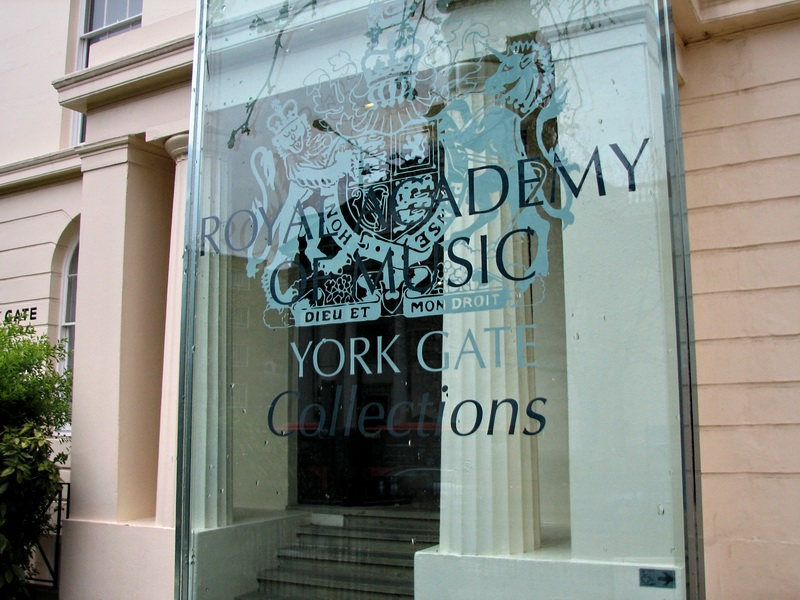
王立音楽アカデミー

1870年4月、彼の20歳の誕生日の直前、ファニングは学生として王立音楽アカデミーに入学した。彼は当時学長だったスタンデール・ベネットとアーサー・サリヴァンに作曲を、他の教授陣に歌唱、ピアノ、チェロ、オルガンを師事した。彼は後になって、自分が音楽形式についてベネットから、管弦楽法についてサリヴァンから、いかに多くのことを学んだかを回想している。彼が最初にアカデミーの演奏会に出演したのは1870年10月のことであり、ピアニストとしてベートーヴェンの「月光ソナタ」を弾いた。1871年にはアカデミーの銅メダルを受賞し、翌年には銀メダルを受賞している。学生時代にはワーグナーが指揮する演奏会で合唱隊としてロイヤル・アルバート・ホールの舞台に立っており、またバイロイトやドレスデンを訪れている。その後1884年には、ロイヤル・アルバート・ホールで催されたワーグナーの「パルジファル」の演奏会形式での公演で、出演したロイヤル・コーラル・ソサエティの稽古をつけた。
ファニングは学生時代に作曲を開始し、1871年には序曲と2つの弦楽四重奏曲を、1872年には交響曲を作曲した。1873年に彼はメンデルスゾーン奨学生として選ばれ、1876年にはマニフィカトへ曲をつけたことにより作曲のルーカス銀メダル（Lucas-）を獲得した。この作品を耳にしたジョン・ステイナーはこれを1878年の聖職者の息子たちの音楽祭での演奏曲目として推薦し、総譜がノヴェロ社（Novello & Co）から出版された。アカデミー在籍中、ファニングはパディントンのセント・トーマス教会とルイシャムのセント・ジョンズ教会のオルガニストの職を引き継いでいる。彼は2つのアマチュア音楽団体と、ブージー社主催のロンドン・バラード・コンサートで歌っていたプロの団体『イートン・ファニング氏選合唱団 "Mr. Eaton Faning's Select Choir"』で指揮をしていた。

### 作曲家、教育者として
ファニングは1874年に和声学の教授代理としてアカデミーの教員に任用され、1877年にはピアノの助教授、その翌年には教授に昇進した。1877年にはアカデミーの準校友となり、1881年に校友となるが、これは卒業生にとっては最高の栄誉であった。1877年7月18日、アカデミーが主催してファニングの1幕の喜劇的オペレッタ「The Two Majors」が上演された。エドワード・ローズによる台本は、ウィリアム・S・ギルバートの「Bab Ballads」を改作したものであった。サリヴァンはファニングが作曲した音楽に対して「温かく、現実的な興味を向けて」いた。ミュージカル・タイムズ紙には、この作品について次のような記述がある。「大層面白く、優れており（中略）イタリアオペラの不合理を鋭く風刺している部分もあり（中略）作曲者の目指す方向性に沿った、素晴らしい出来となっている。」ある批評家は音楽と舞台演出を称賛しつつも、これが学生による公演であることを付け加えた上でこう記した。「衣服に関しては、宮内庁長官が伝統的に羨望と眼差しと保護の中受け継いでいるのと同じ具合に、もっと伸ばす必要があった。」ファニングの楽曲が成功したことがきっかけとなり、アカデミーの教員はオペラの講座を新設することになった 。

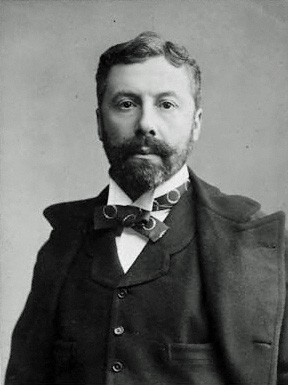
リチャード・ドイリー・カート

1881年10月、ファニングの2作目の喜劇的オペレッタ「Mock Turtles」が、サヴォイ劇場でギルバートとサリヴァンの「Patience」上演前の開幕劇として初演された。この作品は1883年3月まで、はじめは「Patience」と、その後「Iolanthe」とセットになって上演された。リチャード・ドイリー・カートのオペラ会社も、この作品を携えてイギリス国内を公演して回った。1882年、ファニングは3作目となる短いオペレッタ「The Head of the Poll」を作曲した。アーサー・ローの台本によるこの作品は、トーマス・ジャーマン・リードの興行会社によって上演された。批評家の見方は好意的なものだったが、彼らは主に台本に注意を向けており、音楽に関しては「非常に元気が良かった」、「可愛げがあった」、「陽気で旋律的であった」などと書くにとどまっていた。同じ年に、ファニングの序曲「The Holiday」がロイヤル・オペラ・ハウスのプロムナード・コンサートで演奏されている。
1882年8月、ファニングはキャロライン・ペア・ガルピン（Caroline Pare Galpin）と結婚した。2人は息子1人と娘3人を儲けた。ファニングは管弦楽のための間奏曲「Savage Dance」という愉快な曲を作曲し、1883年7月にロイヤル・アルバート・ホールで行われた未開人クラブの催しのために「未開人の衣服に身を包んで」この曲を指揮した。これは王立音楽大学の基金を立ち上げるための演奏会であり、エドワード7世とアレクサンドラ妃も臨席していた。彼のその他の作品には「Buttercups and Daisies」や児童合唱のための田園カンタータ（1892年）、ロ短調のミサ曲、ピアノ独奏曲、様々な歌曲や合唱曲がある。彼の歌曲の中でも人気が高いのは「I've something sweet to tell you」とパートソング「The Vikings」（元はピアノ伴奏だったが、後に管弦楽伴奏編曲された）の2曲である。
王立音楽アカデミーで教授として教鞭を執る傍ら、ファニングは1882年からギルドホール音楽演劇学校のピアノ科教授となっていた。また、王立音楽大学の前身である国立音楽養成学校でもピアノ科、和声学の教授を務めるとともに合唱の講座の指揮者をしていた。彼は1883年に学校が王立音楽大学になった後もこれらの職に留まり続け、1887年まで務めた。1885年には音楽が非常に重要であったハーロー校の音楽主任の職も受け持つことになった。彼は6人の音楽指導者を助手として従え、1901年までハーロー校での仕事にあたった。
ファニングは退職した後はブライトンで隠居生活を送り、77歳でこの世を去った。